# Harcosok (film)
A Harcosok (eredeti cím: The Warriors) 1979-ben bemutatott amerikai akcióthriller, Walter Hill rendezésében. A film alapjául Sol Yurick 1965-ös The Warriors című regénye szolgált, mely az ógörög Xenophón Anabaszisz című művét dolgozta fel. A főbb szerepekben Michael Beck, James Remar és Deborah Van Valkenburgh látható.
Az 1979. február 9-i amerikai premiert követően vandalizmust és erőszakos bűneseteket jelentettek, ezért a forgalmazó Paramount Pictures átmenetileg felfüggesztette a film reklámkampányát és a filmszínházaknak is engedélyt adott a vetítések szüneteltetésére. Az eredetileg negatív kritikai fogadtatás ellenére a Harcosok kultuszfilmmé vált, emlékét több remake-tervezet mellett videójátékok és akciófigurák is őrzik.

## Rövid történet
A cselekmény középpontjában egy Harcosok (Warriors) nevű New York-i banda áll. Tagjai menekülésre kényszerülnek a metropoliszon át, miután őket vádolják meg egy köztiszteletben álló bandavezér megölésével.

## Cselekmény
Cyrus, New York legerősebb utcai bandájának, a Gramercy Riffs-nek a vezetője éjféli találkozóra hívja a város összes bandáját a Van Cortlandt Parkba, egy-egy kilencfős, fegyvertelen küldöttség képviseletében. A találkozón a Coney Island-et uraló Harcosok is megjelennek. Cyrus megosztja terveit a hallgatósággal: egyesíteni akarja a rivális bandákat és a rendőrséggel szembeni túlerejüket kihasználva átvenni a hatalmat a városban. A bandatagok éljenzik az ötletet, ám Luther, a Rogues banda vezetője lelövi Cyrust és a kialakuló káosz során a Harcosokat vádolja meg a merénylettel. A Harcosok vezérét, Cleont maga alá gyűri (és valószínűleg meg is öli) a feldühödött tömeg, míg a maradék nyolc bandatag a kiérkező rendőrök elől bujkálva elmenekül a helyszínről. A Riffs tagjai egy rádiós műsor keretein belül vérdíjat tűznek ki a mit sem sejtő, otthonukba visszatérni próbáló Harcosokra.
A Turnbull AC banda rátalál a Harcosokra és járműveikkel utánuk erednek, de a Harcosoknak sikerül bemenekülniük a metróba. Útközben tűz üt ki az egyik metrómegállóban, ezért a Harcosok gyalogosan kénytelenek folytatni a menekülést Bronx Tremont városrészében. Találkoznak az Árvák nevű bandával, mely annyira jelentéktelen, hogy Cyrus nem hívta meg őket a találkozóra. Hattyú békét köt a banda kisebbrendűségi komplexusban szenvedő vezetőjével, aki biztosítja számukra a szabad áthaladást a banda területén. Egy fiatal lány, Mercy azonban konfliktust szít a két banda között és elkerülhetetlenné válik a leszámolás: ekkor a Harcosok egy Molotov-koktéllal elterelik túlerőben lévő ellenségeik figyelmét és a helyzetet kihasználva visszatérnek a metróba. Az unatkozó és a Harcosok bátor viselkedésétől lenyűgözött Mercy követi őket. 
A 96. utcánál található metrómegállóban, Manhattanben a rendőrök rajtuk ütnek, ezért ismét menekülni kényszerülnek. Vermin, Cochise és Rembrandt eljut a Union Square-re, mialatt a rendőrökkel viaskodó Fox a sínekre zuhan és elgázolja egy szerelvény. Hattyú és három társa (Ajax, Snow és Cowboy) a Riverside Parkban csap össze a Baseball Furies bandával és legyőzik őket. A forrófejű Ajax észrevesz egy magányosan üldögélő nőt a parkban, szexuálisan agresszív módon próbálkozik nála, de a nő valójában álruhás rendőr és Ajaxot letartóztatják. A Union Square-re érkező Vermint, Cochise-t és Rembrandtot elcsábítja egy kizárólag nőkből álló banda, a Lizzies és meghívják őket a főhadiszállásukra. A Harcosoknak sikerül elmenekülniük az életükre törő nők elől és közben megtudják, hogy mindenki őket vádolja Cyrus megölésével.
Hattyú is a 96. utcához érkezik és találkozik Mercyvel, majd a rendőrök elől a metrósíneken át menekülnek el. A Union Square-n Hattyú összefut társaival és a metró nyilvános mosdójában együtt győzik le ökölharcban a helyszínen megjelenő újabb rivális bandát. Ezalatt a Riffs-eket meglátogatja egy bandatag, aki látta, hogy Luther lőtte le Cyrust.
A Harcosok hajnalra megérkeznek Coney Island-re, ahol a Rogues banda már várja őket. Luther elárulja, hogy különösebb ok nélkül végzett Cyrusszal, majd az őt párviadalra hívó Hattyúra fegyvert ránt. Hattyú egy kést hajít Luther karjába, lefegyverezve a férfit. A helyszínre érő Riffs vezére közli, hogy tudomásuk van Luther tettéről, elismerően nyilatkozik a Harcosokról és szabad távozást biztosít nekik. Miközben a Harcosok elmennek, a Riffs túlerőben lévő tagjai körbefogják a Rogues-t és Luther halálsikolyai hallatszanak.  
A rádiós DJ bejelenti a hajtóvadászat végét és az elszenvedett sérelmeikért cserébe az „In the City” című dalt küldi a Harcosoknak.

## Szereplők
| Színész                 | Szerep                  | Magyar hang          |
| ----------------------- | ----------------------- | -------------------- |
| Michael Beck            | Hattyú (Swan)           | Csík Csaba Krisztián |
| Deborah Van Valkenburgh | Mercy                   | Kiss Virág           |
| James Remar             | Ajax                    | Rajkai Zoltán        |
| Brian Tyler             | Snow                    | Moser Károly         |
| David Harris            | Cochise                 | Szabó Máté           |
| Tom McKitterick         | Cowboy                  | Welker Gábor         |
| Marcelino Sánchez       | Rembrandt               | Simonyi Balázs       |
| Terry Michos            | Vermin                  | Hujber Ferenc        |
| Thomas G. Waites        | Fox                     | Markovics Tamás      |
| Dorsey Wright           | Cleon                   | Papp Dániel          |
| Roger Hill              | Cyrus                   | Vári Attila          |
| Paul Greco              | Sully az Árvák vezetője | Seder Gábor          |
| David Patrick Kelly     | Luther                  | Varga Gábor          |
| Lynne Thigpen           | rádiós DJ               | Sági Tímea           |

## A film készítése

### Előkészületek
Sol Yurick The Warriors című regényének megfilmesítési jogait az American International Pictures vásárolta meg 1969-ben, de végül nem adaptálták filmvászonra.
A jogokat ezután Lawrence Gordon producer szerezte meg és David Shabert bízta meg a forgatókönyv elkészítésével. Gordon az 1970-es években A nagy bunyós (1975) és a Gengszterek sofőrje (1978) című filmekben dolgozott együtt Walter Hill rendezővel. A producer elküldte Hillnek a forgatókönyvet és Yurick regényének egy példányát is. Hill így emlékezett vissza: „Azt mondtam neki: »Larry, szeretném ezt megcsinálni, de senki nem fogja ezt nekünk lehetővé tenni«. Túlságosan extrémnek és bizarrnak gondoltuk.”
Gordon és Hill eredetileg westernfilmet tervezett, azonban miután anyagi nehézségeik támadtak, a Paramount Pictures filmes céghez fordultak a projekttel. Abban az időben a Paramount érdekelt volt ifjúsági filmek elkészítésében, ezért támogatta az előkészületben lévő filmet is. „Nagyon gyorsan összeállt minden. Larrynek különleges kapcsolata volt a Paramounttal és ígéretet tettünk nekik egy nagyon olcsó film megvalósítására, melyet be is tartottunk. Ezért hetek alatt sikerült mindent megszervezni. Azt hiszem, 1978 áprilisában vagy májusában kaptunk zöld utat és 1979 februárjában már a mozikban is volt a film. Szóval nagyon gyors folyamat volt.” – idézte fel Hill.
Hillt vonzotta a regény „extrém módon leegyszerűsített narratívája és a forgatókönyv hasonlóan lényegre törő minősége”. Az írott forgatókönyv valószerűen mutatta be az utcai bandákat, de a rendező nagy rajongója volt a képregényeknek és szerette volna a filmet olyan fejezetekre bontani, melyek „egy képregénykockából kelnek életre”. Erre a szűkös költségvetés, illetve gyártási idő miatt – a stúdió a szintén bandákról szóló, rivális Vándorlók bandája (The Wanderers) című film előtt akarta bemutatni a Harcosokat – nem nyílt lehetősége. Ezt a megoldást Hill végül a 2005-ben kiadott rendezői változatban tudta megvalósítani.

## Fordítás
- Ez a szócikk részben vagy egészben  a   The Warriors (film) című angol Wikipédia-szócikk fordításán alapul.  Az eredeti cikk szerkesztőit annak laptörténete sorolja fel. Ez a jelzés csupán a megfogalmazás eredetét és a szerzői jogokat jelzi, nem szolgál a cikkben szereplő információk forrásmegjelöléseként.